# 별명 붙은 운전사
"별명 붙은 운전사"는 한국에서 제작된 정인엽 감독의 1976년 영화이다. 송재호 등이 주연으로 출연하였고 한갑진 등이 제작에 참여하였다.

## 출연

### 주연
- 송재호
- 염복순
- 김순철